# Гендрікус Колейн
Гендрікус «Гендрік» Колейн (нід. Hendrikus "Hendrik" Colijn; 22 червня 1869, Гарлеммермеєр, Нідернанди — 18 вересня 1944) — нідерландський політик, член Антиреволюційної партії (ARP; нині не існує та об’єднана з Християнсько-демократичним закликом або CDA). Він обіймав посаду прем'єр-міністра Нідерландів з 4 серпня 1925 року до 8 березня 1926 року та з 26 травня 1933 року до 10 серпня 1939 року.

## Раннє життя
Він народився 22 червня 1869 року в Гарлеммермеєрі в родині Антоні Колійна та Анни Веркуйль, які переїхали до новоствореного польдера Гарлеммермер із землі Геусден і Альтена з релігійних причин. Він був першим із шести дітей, усі народжені в Гарлеммермере. Колійн виріс у Країні Альтена.

## Військова служба
У віці 16 років він пішов до військової академії в Кампені для підготовки офіцерів, яку закінчив у званні 2-го лейтенанта в 1892 році. 18 вересня 1893 року він одружився з Хеленою Грюненберг (23 вересня 1867 — 14 лютого 1947) і був відправлений до Голландської Ост-Індії. Протягом 16 років у Голландській Ост-Індії він провів десять років у колоніальній армії, служачи у війні в Ачеху лейтенантом Дж. Б. ван Хойца, і ще шість років у колоніальній адміністрації, виконуючи ту саму роль щодо ван Хойца, коли останній став генерал-губернатором у 1904 році.

## Політичне життя
Після повернення до Нідерландів у 1909 році він був обраний членом парламенту від Антиреволюційної партії округу Снек (до 1918 року голландська система голосування була такою ж, як і британська).
У 1911 році він був призначений військовим міністром і переглянув Голландську вибіркову систему служби. У травні 1918 року він виступив посередником між британцями та кайзером Німеччини Вільгельмом II, щоб домовитися про перемир'я, в результаті чого кайзер знайшов притулок у Нідерландах.

## Прем'єр-міністр
У 1922 році він прийняв політичне керівництво Антиреволюційної партії (кальвіністів) від Авраама Кайпера. Вже через рік він змінив міністра фінансів Дірка Яна де Гіра, який пішов у відставку. У 1925 році Колін також став прем’єр-міністром, але через рік йому довелося піти у відставку, коли Палата представників прийняла резолюцію Герріта Хендріка Керстена з протестантської реформатської політичної партії, яка закликала до розриву дипломатичних відносин з Ватиканом. Це було неприйнятно для римо-католицької державної партії, яка тоді була в уряді. Потім Колійн повернувся до Сенату, а з 1927 по 1929 рік очолював голландську делегацію в Лізі Націй у Женеві. На виборах 1929 року він був обраний до Палати представників і одразу ж став парламентським лідером своєї партії. Це виявилося успіхом: на виборах 1933 року ARP отримала два місця, і Колін знову став прем'єр-міністром. З 1933 по 1939 рік він ще чотири рази був прем'єр-міністром. У 1930-х роках його уряд зіткнувся з наслідками Великої депресії, яка завдала значних збитків Нідерландам. Уряд Колійна відповів на економічну кризу суворою протекціоністською політикою, яка продовжувала послаблювати голландську економіку. Рішення Колійна дотримуватися Золотого стандарту до 1936 року, через довгий час після того, як більшість торгових партнерів Нідерландів відмовилися від нього, було дуже непопулярним серед тих, хто виступав за державні бумажні гроші. У 1939 році його останній кабінет з протестантськими та ліберальними міністрами, але без католиків, проіснував лише три дні до урядової кризи. Він пішов у відставку з поста прем'єр-міністра 10 серпня, лише за три тижні до початку Другої світової війни.